# Classic de l'Ardèche 2017
La 17e édition de la Classic Sud Ardèche a lieu le 25 février 2017. La course fait partie du calendrier UCI Europe Tour 2017 en catégorie 1.1.

## Présentation

### Équipes
Classée en catégorie 1.1 de l'UCI Europe Tour, la Classic Sud Ardèche est par conséquent ouverte aux WorldTeams dans la limite de 50 % des équipes participantes, aux équipes continentales professionnelles, aux équipes continentales et aux équipes nationales.
Dix-sept équipes participent à cette Classic Sud Ardèche - deux WorldTeams, onze équipes continentales professionnelles et trois équipes continentales :
| WorldTeams (2)- AG2R La Mondiale - FDJ Équipes continentales professionnelles (12)- Androni Giocattoli - Aqua Blue Sport - Caja Rural-Seguros RGA - CCC Sprandi Polkowice - Cofidis, Solutions Crédits - Delko Marseille Provence KTM - Direct Énergie - Fortuneo-Vital Concept - Roompot-Nederlandse Loterij - Sport Vlaanderen-Baloise - Wanty-Groupe Gobert - WB-Veranclassic-Aqua Protect Équipes continentales (3)- Armée de terre - HP BTP-Auber 93 - Roubaix Lille Métropole |
| |

## Classements

### Classement final
| \| Classement général \| Classement général \| Classement général \| Classement général \| Classement général \| \| Coureur \| Coureur \| Pays \| Équipe \| Temps \| \| ------------------ \| ------------------ \| ------------------ \| ---------------------------- \| ------------------ \| \| 1er \| Mauro Finetto \| Italie \| Delko-Marseille Provence-KTM \| 5 h 21 min 09 s \| \| 2e \| Mattia Cattaneo \| Italie \| Androni-Sidermec-Bottecchia \| + 0 s \| \| 3e \| Francesco Gavazzi \| Italie \| Androni-Sidermec-Bottecchia \| + 0 s \| \| 4e \| Eduardo Sepúlveda \| Argentine \| Fortuneo-Vital Concept \| + 0 s \| \| 5e \| Pierre Latour \| France \| AG2R La Mondiale \| + 0 s \| \| 6e \| Arthur Vichot \| France \| FDJ \| + 0 s \| \| 7e \| Julien Simon \| France \| Cofidis, Solutions Crédits \| + 0 s \| \| 8e \| Martijn Budding \| Pays-Bas \| Roompot-Nederlandse Loterij \| + 0 s \| \| 9e \| Lilian Calmejane \| France \| Direct Énergie \| + 0 s \| \| 10e \| Anthony Delaplace \| France \| Fortuneo-Vital Concept \| + 0 s \| |                   |           |                              |                 |
| |                   |           |                              |                 |
| Source : ProCyclingStats |                   |           |                              |                 |
| Classement général |                   |           |                              |                 |
| Coureur | Coureur           | Pays      | Équipe                       | Temps           |
| 1er | Mauro Finetto     | Italie    | Delko-Marseille Provence-KTM | 5 h 21 min 09 s |
| 2e | Mattia Cattaneo   | Italie    | Androni-Sidermec-Bottecchia  | + 0 s           |
| 3e | Francesco Gavazzi | Italie    | Androni-Sidermec-Bottecchia  | + 0 s           |
| 4e | Eduardo Sepúlveda | Argentine | Fortuneo-Vital Concept       | + 0 s           |
| 5e | Pierre Latour     | France    | AG2R La Mondiale             | + 0 s           |
| 6e | Arthur Vichot     | France    | FDJ                          | + 0 s           |
| 7e | Julien Simon      | France    | Cofidis, Solutions Crédits   | + 0 s           |
| 8e | Martijn Budding   | Pays-Bas  | Roompot-Nederlandse Loterij  | + 0 s           |
| 9e | Lilian Calmejane  | France    | Direct Énergie               | + 0 s           |
| 10e | Anthony Delaplace | France    | Fortuneo-Vital Concept       | + 0 s           |

### UCI Europe Tour
Cette Classic Sud Ardèche attribue des points pour l'UCI Europe Tour 2017, par équipes seulement aux coureurs des équipes continentales professionnelles et continentales, individuellement à tous les coureurs sauf ceux faisant partie d'une équipe ayant un label WorldTeam.
| Position,          | 1er | 2e | 3e | 4e | 5e | 6e | 7e | 8e | 9e | 10e | 11e | 12e | 13e à 15e | 16e à 25e |
| Classement général | 125 | 85 | 70 | 60 | 50 | 40 | 35 | 30 | 25 | 20  | 15  | 10  | 5         | 3         |

## Liste des participants
| Légende | Légende                                                                    | Légende | Légende                                                    |
| ------- | -------------------------------------------------------------------------- | ------- | ---------------------------------------------------------- |
| Num     | Dossard de départ porté par le coureur sur cette Classic Sud Ardèche       | Pos     | Position à l'arrivée de la course                          |
|         | Indique un maillot de champion national ou mondial, suivi de sa spécialité | NP      | Indique un coureur qui n'a pas pris le départ de la course |
| AB      | Indique un coureur qui n'a pas terminé la course                           | HD      | Indique un coureur qui a terminé la course hors des délais |

| Cofidis COF         | Cofidis COF               | Cofidis COF |
| ------------------- | ------------------------- | ----------- |
| Num                 | Coureur                   | Pos         |
| 1                   | Guillaume Bonnafond (FRA) | 39e         |
| 2                   | Rayane Bouhanni (FRA)     | 77e         |
| 3                   | Yoann Bagot (FRA)         | 52e         |
| 4                   | Loïc Chetout (FRA)        | 72e         |
| 5                   | Julien Simon (FRA)        | 7e          |
| 6                   | Nicolas Edet (FRA)        | 14e         |
| 7                   | Mathias Le Turnier (FRA)  | 45e         |
| 8                   | Geoffrey Soupe (FRA)      | 62e         |
| Directeur sportif : |                           |             |

| FDJ                 | FDJ                         | FDJ |
| ------------------- | --------------------------- | --- |
| Num                 | Coureur                     | Pos |
| 11                  | Davide Cimolai (ITA)        | AB  |
| 12                  | Arnaud Courteille (FRA)     | AB  |
| 13                  | Benoît Vaugrenard (FRA)     | 92e |
| 14                  | David Gaudu (FRA)           | 41e |
| 15                  | Léo Vincent (FRA)           | 90e |
| 16                  | Jérémy Maison (FRA)         | AB  |
| 17                  | Rudy Molard (FRA)           | 29e |
| 18                  | Arthur Vichot (FRA) (Route) | 6e  |
| Directeur sportif : |                             |     |

| AG2R La Mondiale ALM | AG2R La Mondiale ALM   | AG2R La Mondiale ALM |
| -------------------- | ---------------------- | -------------------- |
| Num                  | Coureur                | Pos                  |
| 21                   | François Bidard (FRA)  | 37e                  |
| 22                   | Mickaël Chérel (FRA)   | 11e                  |
| 23                   | Nans Peters (FRA)      | 24e                  |
| 24                   | Samuel Dumoulin (FRA)  | 25e                  |
| 25                   | Hubert Dupont (FRA)    | 42e                  |
| 26                   | Pierre Latour (FRA)    | 5e                   |
| 27                   | Matteo Montaguti (ITA) | 26e                  |
| 28                   | Jan Bakelants (BEL)    | 17e                  |
| Directeur sportif :  |                        |                      |

| Delko-Marseille Provence-KTM DMP | Delko-Marseille Provence-KTM DMP                 | Delko-Marseille Provence-KTM DMP |
| -------------------------------- | ------------------------------------------------ | -------------------------------- |
| Num                              | Coureur                                          | Pos                              |
| 31                               | Yannick Martinez (FRA)                           | 30e                              |
| 32                               | Mauro Finetto (ITA)                              | 1er                              |
| 33                               | Rémy Di Grégorio (FRA)                           | 21e                              |
| 34                               | Thierry Hupond (FRA)                             | 93e                              |
| 35                               | Ángel Madrazo (ESP)                              | 18e                              |
| 36                               | Quentin Pacher (FRA)                             | 19e                              |
| 37                               | Evaldas Šiškevičius (LTU)                        | 65e                              |
| 38                               | Gatis Smukulis (LAT) (Route et Contre-la-Montre) | 78e                              |
| Directeur sportif :              |                                                  |                                  |

| Direct Énergie DEN  | Direct Énergie DEN      | Direct Énergie DEN |
| ------------------- | ----------------------- | ------------------ |
| Num                 | Coureur                 | Pos                |
| 41                  | Lilian Calmejane (FRA)  | 9e                 |
| 42                  | Jérémy Cornu (FRA)      | AB                 |
| 43                  | Fabien Grellier (FRA)   | AB                 |
| 44                  | Romain Guillemois (FRA) | AB                 |
| 45                  | Jonathan Hivert (FRA)   | AB                 |
| 46                  | Paul Ourselin (FRA)     | 63e                |
| 47                  | Romain Sicard (FRA)     | 23e                |
| 48                  | Angélo Tulik (FRA)      | 64e                |
| Directeur sportif : |                         |                    |

| Fortuneo-Vital Concept FVC | Fortuneo-Vital Concept FVC | Fortuneo-Vital Concept FVC |
| -------------------------- | -------------------------- | -------------------------- |
| Num                        | Coureur                    | Pos                        |
| 51                         | Eduardo Sepúlveda (ARG)    | 4e                         |
| 52                         | Anthony Delaplace (FRA)    | 10e                        |
| 53                         | Armindo Fonseca (FRA)      | 88e                        |
| 54                         | Romain Hardy (FRA)         | 71e                        |
| 55                         | Arnold Jeannesson (FRA)    | 12e                        |
| 56                         | Brice Feillu (FRA)         | 16e                        |
| 57                         | Arnaud Gérard (FRA)        | 89e                        |
| 58                         | Laurent Pichon (FRA)       | 91e                        |
| Directeur sportif :        |                            |                            |

| Caja Rural-Seguros RGA CJR | Caja Rural-Seguros RGA CJR | Caja Rural-Seguros RGA CJR |
| -------------------------- | -------------------------- | -------------------------- |
| Num                        | Coureur                    | Pos                        |
| 61                         | Héctor Sáez (ESP)          | AB                         |
| 62                         | Jaime Rosón (ESP)          | 13e                        |
| 63                         |                            |                            |
| 64                         | Jon Irisarri (ESP)         | 61e                        |
| 65                         | Josu Zabala (ESP)          | 74e                        |
| 66                         | Antonio Molina (ESP)       | 31e                        |
| 67                         | Alex Aranburu (ESP)        | 22e                        |
| 68                         | Jonathan Lastra (ESP)      | 34e                        |
| Directeur sportif :        |                            |                            |

| Androni Giocattoli ANS | Androni Giocattoli ANS  | Androni Giocattoli ANS |
| ---------------------- | ----------------------- | ---------------------- |
| Num                    | Coureur                 | Pos                    |
| 71                     | Davide Ballerini (ITA)  | 95e                    |
| 72                     | Raffaello Bonusi (ITA)  | 40e                    |
| 73                     | Marco Frapporti (ITA)   | 38e                    |
| 74                     | Mattia Frapporti (ITA)  | 57e                    |
| 75                     | Francesco Gavazzi (ITA) | 3e                     |
| 76                     | Mattia Cattaneo (ITA)   | 2e                     |
| 77                     | Alessio Taliani (ITA)   | AB                     |
| 78                     | Andrea Vendrame (ITA)   | 96e                    |
| Directeur sportif :    |                         |                        |

| Wanty-Groupe Gobert WGG | Wanty-Groupe Gobert WGG  | Wanty-Groupe Gobert WGG |
| ----------------------- | ------------------------ | ----------------------- |
| Num                     | Coureur                  | Pos                     |
| 81                      | Guillaume Martin (FRA)   | 94e                     |
| 82                      | Thomas Degand (BEL)      | 86e                     |
| 83                      | Fabien Doubey (FRA)      | 60e                     |
| 84                      | Guillaume Levarlet (FRA) | 36e                     |
| 85                      | Xandro Meurisse (BEL)    | 46e                     |
| 86                      | Marco Minnaard (NED)     | 43e                     |
| 87                      | Frederik Veuchelen (BEL) | AB                      |
| 88                      |                          |                         |
| Directeur sportif :     |                          |                         |

| WB-Veranclassic-Aqua Protect WVA | WB-Veranclassic-Aqua Protect WVA | WB-Veranclassic-Aqua Protect WVA |
| -------------------------------- | -------------------------------- | -------------------------------- |
| Num                              | Coureur                          | Pos                              |
| 91                               | Sébastien Delfosse (BEL)         | AB                               |
| 92                               |                                  |                                  |
| 93                               | Thomas Deruette (BEL)            | 85e                              |
| 94                               | Grégory Habeaux (BEL)            | AB                               |
| 95                               | Christophe Masson (FRA)          | AB                               |
| 96                               | Dimitri Peyskens (BEL)           | 32e                              |
| 97                               | Ludovic Robeet (BEL)             | AB                               |
| 98                               | Antoine Warnier (BEL)            | 47e                              |
| Directeur sportif :              |                                  |                                  |

| Roompot-Nederlandse Loterij RNL | Roompot-Nederlandse Loterij RNL | Roompot-Nederlandse Loterij RNL |
| ------------------------------- | ------------------------------- | ------------------------------- |
| Num                             | Coureur                         | Pos                             |
| 101                             | Etienne van Empel (NED)         | 55e                             |
| 102                             | Tim Ariesen (NED)               | 97e                             |
| 103                             |                                 |                                 |
| 104                             | Martijn Tusveld (NED)           | 44e                             |
| 105                             | André Looij (NED)               | AB                              |
| 106                             |                                 |                                 |
| 107                             | Oscar Riesebeek (NED)           | 59e                             |
| 108                             | Martijn Budding (NED)           | 8e                              |
| Directeur sportif :             |                                 |                                 |

| CCC Sprandi Polkowice CCC | CCC Sprandi Polkowice CCC | CCC Sprandi Polkowice CCC |
| ------------------------- | ------------------------- | ------------------------- |
| Num                       | Coureur                   | Pos                       |
| 111                       | Jakub Kaczmarek (POL)     | 76e                       |
| 112                       | Adrian Kurek (POL)        | 53e                       |
| 113                       | Nikolay Mihaylov (BUL)    | 98e                       |
| 114                       | Michał Paluta (POL)       | 75e                       |
| 115                       | Simone Ponzi (ITA)        | 58e                       |
| 116                       | Branislau Samoilau (BLR)  | AB                        |
| 117                       | František Sisr (CZE)      | 56e                       |
| 118                       | Patryk Stosz (POL)        | AB                        |
| Directeur sportif :       |                           |                           |

| Sport Vlaanderen-Baloise SVB | Sport Vlaanderen-Baloise SVB | Sport Vlaanderen-Baloise SVB |
| ---------------------------- | ---------------------------- | ---------------------------- |
| Num                          | Coureur                      | Pos                          |
| 121                          | Piet Allegaert (BEL)         | 73e                          |
| 122                          | Jarl Salomein (BEL)          | AB                           |
| 123                          | Benjamin Declercq (BEL)      | 82e                          |
| 124                          | Eliot Lietaer (BEL)          | 69e                          |
| 125                          | Ruben Pols (BEL)             | AB                           |
| 126                          | Dries Van Gestel (BEL)       | 50e                          |
| 127                          | Kenneth Van Rooy (BEL)       | 83e                          |
| 128                          | Jens Wallays (BEL)           | 70e                          |
| Directeur sportif :          |                              |                              |

| Aqua Blue Sport ABS | Aqua Blue Sport ABS        | Aqua Blue Sport ABS |
| ------------------- | -------------------------- | ------------------- |
| Num                 | Coureur                    | Pos                 |
| 131                 | Mark Christian (GBR)       | 81e                 |
| 132                 |                            |                     |
| 133                 | Michel Kreder (NED)        | AB                  |
| 134                 | Lars Petter Nordhaug (NOR) | 79e                 |
| 135                 | Daniel Pearson (GBR)       | AB                  |
| 136                 | Larry Warbasse (USA)       | 66e                 |
| 137                 | Calvin Watson (AUS)        | 51e                 |
| 138                 |                            |                     |
| Directeur sportif : |                            |                     |

| Armée de Terre ADT  | Armée de Terre ADT       | Armée de Terre ADT |
| ------------------- | ------------------------ | ------------------ |
| Num                 | Coureur                  | Pos                |
| 141                 | Thibault Ferasse (FRA)   | 20e                |
| 142                 | Yann Guyot (FRA)         | 54e                |
| 143                 | Kévin Lebreton (FRA)     | 68e                |
| 144                 | Romain Le Roux (FRA)     | 99e                |
| 145                 | Jérôme Mainard (FRA)     | 35e                |
| 146                 | Bastien Duculty (FRA)    | 27e                |
| 147                 | Romain Campistrous (FRA) | 15e                |
| 148                 | Fabien Canal (FRA)       | 33e                |
| Directeur sportif : |                          |                    |

| HP BTP-Auber 93 AUB | HP BTP-Auber 93 AUB       | HP BTP-Auber 93 AUB |
| ------------------- | ------------------------- | ------------------- |
| Num                 | Coureur                   | Pos                 |
| 151                 | Jérémy Bescond (FRA)      | 49e                 |
| 152                 | Nicolas Baldo (FRA)       | 67e                 |
| 153                 | Pierre Gouault (FRA)      | 48e                 |
| 154                 | Romain Feillu (FRA)       | AB                  |
| 155                 | Kévin Le Cunff (FRA)      | 28e                 |
| 156                 | Anthony Maldonado (FRA)   | AB                  |
| 157                 | Flavien Dassonville (FRA) | AB                  |
| 158                 | Alo Jakin (EST)           | AB                  |
| Directeur sportif : |                           |                     |

| Roubaix Lille Métropole RLM | Roubaix Lille Métropole RLM | Roubaix Lille Métropole RLM |
| --------------------------- | --------------------------- | --------------------------- |
| Num                         | Coureur                     | Pos                         |
| 161                         | Julien Antomarchi (FRA)     | AB                          |
| 162                         | Jérémy Cabot (FRA)          | AB                          |
| 163                         |                             |                             |
| 164                         |                             |                             |
| 165                         | Jérémy Leveau (FRA)         | AB                          |
| 166                         | Félix Pouilly (FRA)         | 87e                         |
| 167                         | Lander Seynaeve (BEL)       | 80e                         |
| 168                         | Emiel Vermeulen (BEL)       | 84e                         |
| Directeur sportif :         |                             |                             |